# 1. division 1990
La 1. Division 1990 è stata la 74ª edizione della massima serie del campionato danese di calcio conclusa con la vittoria del Brøndby, al suo quarto titolo.
Capocannoniere del torneo fu Bent Christensen Arensøe del Brøndby con 17 reti.

## Classifica finale
|    | Classifica    | G  | V  | N  | P  | GF | GS | DR  | Pti |
| -- | ------------- | -- | -- | -- | -- | -- | -- | --- | --- |
| 1  | Brøndby       | 26 | 17 | 8  | 1  | 50 | 16 | +34 | 42  |
| 2  | B 1903        | 26 | 10 | 11 | 5  | 44 | 27 | +17 | 31  |
| 3  | Ikast FS      | 26 | 11 | 8  | 7  | 38 | 27 | +11 | 30  |
| 4  | Silkeborg     | 26 | 11 | 8  | 7  | 35 | 26 | +9  | 30  |
| 5  | BK Frem       | 26 | 7  | 15 | 4  | 33 | 25 | +8  | 29  |
| 6  | Lyngby        | 26 | 10 | 8  | 8  | 44 | 30 | +14 | 28  |
| 7  | AGF           | 26 | 9  | 10 | 7  | 31 | 25 | +6  | 28  |
| 8  | Odense        | 26 | 9  | 9  | 8  | 32 | 28 | +4  | 27  |
| 9  | Vejle         | 26 | 8  | 10 | 8  | 32 | 32 | 0   | 26  |
| 10 | Aalborg BK    | 26 | 8  | 10 | 8  | 32 | 34 | -2  | 26  |
| 11 | Næstved       | 26 | 6  | 10 | 10 | 20 | 34 | -14 | 22  |
| 12 | Herfølge BK   | 26 | 4  | 9  | 13 | 21 | 47 | -26 | 17  |
| 13 | KB (*)        | 26 | 4  | 6  | 16 | 24 | 52 | -28 | 14  |
| 14 | Viborg FF (*) | 26 | 5  | 4  | 17 | 19 | 52 | -33 | 14  |

(*) Squadre neopromosse

## Verdetti
- Brøndby Campione di Danimarca 1990.
- Brøndby ammesso alla Coppa dei Campioni 1991-1992.
- B 1903 e Ikast FS ammesse alla Coppa UEFA 1991-1992.
- Næstved IF, Herfølge BK e KB e Viborg FF retrocesse, mentre Vejle e Aalborg BK vinsero gli spareggi con le squadre della categoria inferiore e non retrocessero.